# Føroya Tele
Føroya Tele P/f è la società di telecomunicazioni pubbliche delle Isole Faroe. È una delle più grandi aziende del Paese con 230 dipendenti e un fatturato annuo di circa 40 milioni di euro. La sede principale è a Tórshavn.
Nel 2005 l'azienda aveva esattamente 19.286 clienti di rete fissa e 32.763 clienti di telefonia mobile (con una popolazione di circa 48.000 abitanti).

## Storia
La prima linea telefonica fu istituita nelle Isole Fær Øer nel 1905. Ólavi á Heygum di Vestmanna stabilì il collegamento tra la sua località e la capitale Tórshavn.
Nel 1906, Løgting ha assunto questa gestione. Alla compagnia telefonica statale fu dato il nome danese Færøernes Amtskommunes Telefonvæsen (Sistema telefonico del Comune di Faroe) e successivamente Telefonverk Føroya Løgtings (Compagnia telefonica dei Lögtings faroese).
Nel 1930 tutte le località delle Isole Faroe erano collegate alla rete telefonica. Secondo Suðuroy inizialmente c'era solo un collegamento radio con il resto del paese.
Nel 1953 Tórshavn ottenne l'autoelezione, che fu introdotta a livello nazionale fino al 1978.
Dal 1954 ci fu un collegamento radio con la Danimarca, ma solo su un canale.
Nel 1961 la situazione è migliorata con il cavo sottomarino SCOT-ICE tra la Scozia, le Isole Faroe e l'Islanda (dismesso nel 1988).
Nel 1971 il cavo sottomarino SHEFA per le isole Shetland è seguito come progetto congiunto tra il Danish Post og Telegrafvæsenet e l'ufficio postale britannico. Ciò ha consentito di effettuare 480 chiamate contemporaneamente e per la prima volta all'estero.
Nel 1987 è stato messo in funzione il sistema di ricezione satellitare a Tórshavn. La radio satellitare era intesa come protezione contro i malfunzionamenti nella rete via cavo. Di solito, tuttavia, la maggior parte delle conversazioni erano condotte tramite cavi.
Nel 1993/94 la transatlantica in fibra ottica del cavo CANTAT-3 è stato spostato dal Canada verso l'Europa (Gran Bretagna, Germania e Danimarca). È stata prestata attenzione alle filiali in Islanda e nelle Isole Faroe. Il cavo arriva a terra a Tjørnuvík, nel nord dell'isola di Streymoy. Da lì, un cavo in fibra ottica lungo 53 km è stato posato sugli altopiani fino a Tórshavn.
Nel novembre 1994 è entrata in funzione la stazione CANTAT-3 nelle Isole Fær Øer. Questa è stata la prima volta che sono stati collegati direttamente al continente americano.
La rete telefonica è stata completamente digitalizzata dal 1998 ed è disponibile una rete GSM completa per la telefonia mobile.
L'ADSL è diventata ampiamente disponibile anche sulle piccole isole dopo che il cavo FARICE-1 tra le Isole Faroe e l'Islanda è entrato in servizio nel 2004, che si estende fino alla Scozia. Da allora, il cavo CANTAT-3 è stato utilizzato solo come "backup", poiché non soddisfa più i requisiti odierni per i volumi di dati.
Nell'estate del 2007, un altro cavo sottomarino, SHEFA-2, è stato posato dalle Isole Faroe attraverso le Shetland e le Orcadi fino alla Scozia. Føroya Tele ha svolto un ruolo di primo piano nell'ottenere alle Isole Shetland e alle Orcadi il primo accesso a banda larga a Internet, molto prima che il gruppo britannico BT fosse in grado di farlo. Insieme al cavo FARICE, questi due cavi assicurano il futuro collegamento delle isole con il mondo esterno.
Oggi Føroya Tele afferma di sé che le telecomunicazioni sono a un livello misurabile rispetto ai paesi più avanzati d'Europa.